# Vergaville
Vergaville é uma comuna francesa na região administrativa de Grande Leste, no departamento de Mosela. Estende-se por uma área de 13,17 km². Em 2010 a comuna tinha 577 habitantes (densidade: 43,8 hab./km²).